# Jean Alfred Gagné
Pour les articles homonymes, voir Gagné.
Jean Alfred Gagné (17 avril 1842-8 août 1910) est un avocat, marchand et homme politique fédéral du Québec.

## Biographie
Né à Murray Bay, aujourd'hui La Malbaie, dans le Canada-Est, il étudie au Séminaire de Québec. Admis au Barreau du Bas-Canada en 1864, il part pratiquer le droit à Chicoutimi.
Élu député du Parti conservateur dans la circonscription fédérale de Chicoutimi—Saguenay en 1882, il avait précédemment été défait par le libéral William Evan Price et le conservateur Ernest Cimon respectivement en 1872 et en 1878. Il est défait par le candidat indépendant Paul Couture en 1887.